# Manfred Wörner
Manfred Hermann Wörner (ur. 24 września 1934 w Stuttgarcie, zm. 13 sierpnia 1994 w Brukseli) – niemiecki polityk i prawnik, działacz Unii Chrześcijańsko-Demokratycznej (CDU), poseł do Bundestagu, minister obrony RFN w latach 1982–1988, sekretarz generalny NATO od 1988 do 1994.

## Życiorys
Po maturze w 1953 rozpoczął studia prawnicze. Kształcił się na uniwersytetach w Heidelbergu, Paryżu i Monachium. W 1957 i 1961 zdał państwowe egzaminy prawnicze pierwszego oraz drugiego stopnia. Doktoryzował się w zakresie prawa również w 1961. Pracował w administracji powiatowej w Öhringen i Göppingen oraz w administracji rządu krajowego Badenii-Wirtembergii. Był również pilotem wojskowym i oficerem rezerwy.
W 1953 wstąpił do chadeckiej młodzieżówki Junge Union, w 1956 został członkiem CDU. W 1965 z jej ramienia uzyskał mandat posła do Bundestagu, który wykonywał nieprzerwanie do 1988. W niższej izbie niemieckiego parlamentu pełnił funkcje zastępcy przewodniczącego frakcji parlamentarnej CDU/CSU (1969–1972) oraz przewodniczącego komisji obrony (1976–1980). Działał również w Fundacji Konrada Adenauera.
W 1982, po upadku rządu Helmuta Schmidta, został powołany na ministra obrony w nowym gabinecie Helmuta Kohla. Stanowisko to utrzymał w trzech pierwszych rządach tego kanclerza. Odszedł z niego w maju 1988, by objąć od czerwca tegoż roku funkcję sekretarza generalnego NATO. Urząd ten sprawował do czasu swojej śmierci w sierpniu 1994. Zmarł na skutek raka jelita grubego, który zdiagnozowano u niego w 1992.
Odznaczony Medalem Departamentu Obrony za Wybitną Służbę Publiczną (1993) oraz Krzyżem Wielkim Orderu Zasługi Republiki Federalnej Niemiec (1994) oraz Orderem Zasługi Badenii-Wirtembergii (1994).
W 1996 ustanowiony został Medal im. Manfreda Wörnera, przyznawany dorocznie przez ministra obrony Niemiec osobie zasłużonej dla pokoju i wolności w Europie.